# كارلوس أورياس
كارلوس أورياس (بالإسبانية: Carlos Urias)‏ مواليد 1975 في ولاية سينالوا، المكسيك، هو ملاكم محترف مكسيكي يصنف ضمن فئة وزن الوسط.

## إحصائيات
خاض خلال مسيرته 75 نزالا، فاز في 47 وتعادل في 1 وخسر في 27. فاز بالضربة القاضية في 36 نزالا.

## روابط خارجية
- كارلوس أورياس على موقع بوكس ريك (الإنجليزية) (registration required)